# Habitatge a la rambla Just Oliveras, 37 (l'Hospitalet de Llobregat)
L'habitatge a la rambla Just Oliveras, número 37, de l'Hospitalet de Llobregat (Barcelonès), és un edifici de l'any 1916 protegit com a bé cultural d'interès local.

## Descripció
Es tracta d'un edifici d'habitatges de planta baixa i dos pisos, que fa cantonada amb el passatge de la Pau. A la façana principal, la planta baixa presenta les portes d'accés a l'habitatge i els locals comercials. Els dos pisos superiors tenen el mur recorregut per dues balconades cadascun. Les finestres balconeres són emmarcades amb motllures de pedra, i tenen forma d'arc deprimit còncau amb clau central. Al voltant de l'arc hi ha decoració vegetal i les baranes presenten treball de ferro forjat amb reganyols. Cada balconada és suportada per quatre cartel·les unides per relleus de garlandes.
Els extrems de la façana són recorreguts per dues pilastres formades per lloses, decorades a la part superior amb un medalló amb garlandes. El coronament és senzill amb un voladís que sobresurt per sobre dels respiralls ovalats.
A partir del primer pis, la façana lateral es divideix amb quatre cossos mitjançant tres pilastres: dos d'ells són recorreguts per balcons senzills i els altres dos per finestres. L'estructura dels balcons és la mateixa de la façana principal, com en les finestres, encara que aquestes no tenen decoració en relleu.